# Canaima nationalpark

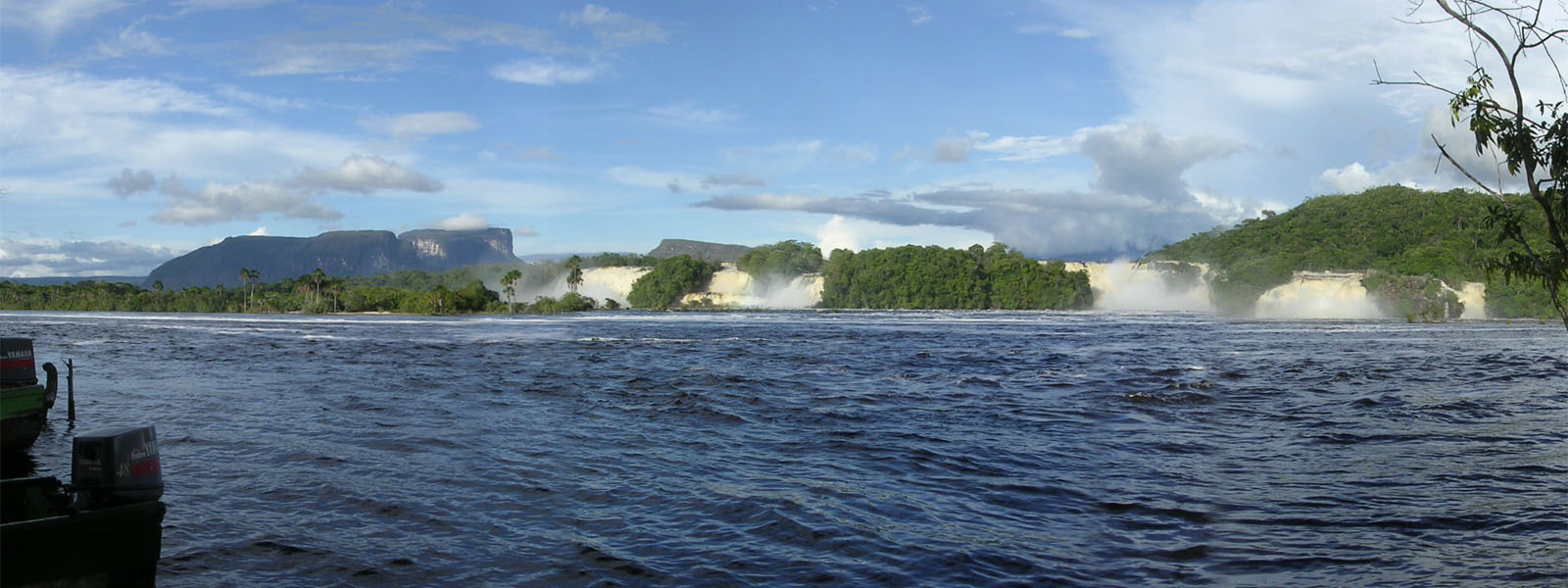
Canaima Lagoon.

Canaima National Park (spanska Parque Nacional Canaima) är en 30 000 km² stor nationalpark i sydöstra Venezuela på gränsen till både Brasilien och Guyana. Parken ligger i delstaten Bolívar och grundades 13 juni 1962. Den är landets näst största nationalpark och blev klassad som ett världsarv 1994. I parken finns de berömda Tepuis (berg med bordsplana bergstoppar). De mest kända av dessa är Monte Roraima, vilken är den största och den lättaste Tepuin att bestiga och Auyantepui med Angelfallen.